# Serra de Santa Magdalena (Vallfogona de Ripollès)
La Serra de Santa Magdalena és una serra situada al municipis de Vidrà a la comarca d'Osona i el de Vallfogona de Ripollès a la comarca del Ripollès, amb una elevació màxima de 1.547 metres.